# ساندرا لنچ
ساندرا لی لنچ (زاده ۳۱ ژوئیه ۱۹۴۶) یک قاضی در دادگاه استیناف حوزه یکم ایالات متحده امریکا است. او اولین زنی است که در این دادگاه خدمت می کند.  لنچ بین سال‌های ۲۰۰۸ تا ۲۰۱۵ به‌عنوان قاضی ارشد حوزه یکم خدمت کرد.